# Ecnomiohyla sukia
Ecnomiohyla sukia é uma espécie de anfíbio anuro da família Hylidae. Está presente na Costa Rica.